# Ampelografi

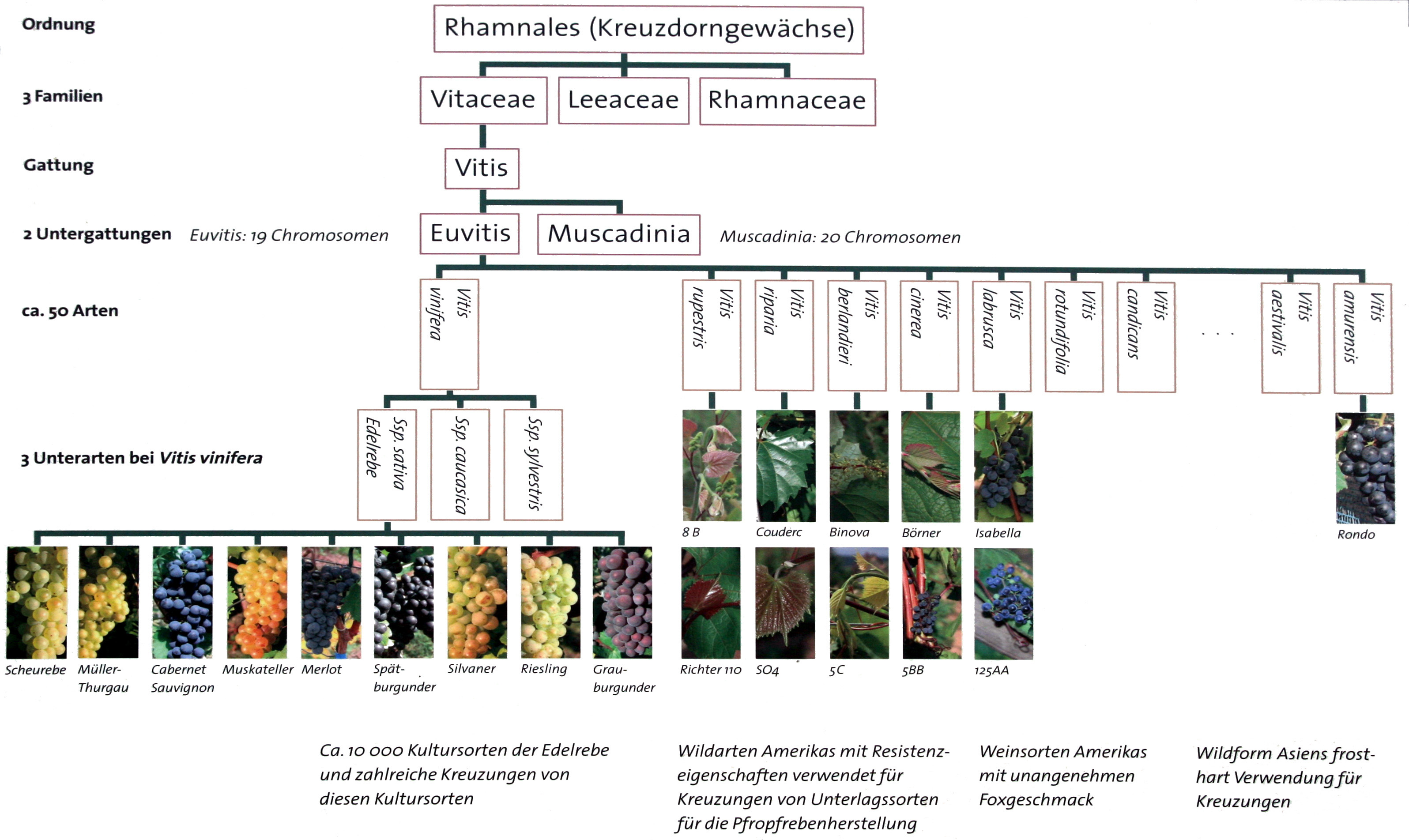
Schematisk bild över vinsläktet. Det som vi känner som druvsorter, eller ädelvin, heter på tyska "Edelreben". Schemat innefattar även amerikanska vilda sorter som gett upphov till rotstockar som t.ex. Richter och SO4.

Ampelografi är läran om vinrankan, arterna i släktet Vitis, och således en del av botaniken. Centralt i ampelografin är identifiering och klassificering av olika arter och sorter av vinranka, såväl vilt växande som odlade. Traditionellt har detta gjorts genom att jämföra bladens och vindruvornas färg och form, men under senare år har DNA-tekniker kommit till ökande användning.

## Ampelografer
Pierre Galet (1921-2019), var en frankofon ampelograf från Monaco som kallas för "den moderna ampelografins fader". Galet skapade en systematik för att identifiera druvsorter utifrån deras fysiska utseende. Galet var huvudsakligen verksam vid Lantbruksinstitutet i Montpellier, Frankrike.
Carole P. Meredith var pionjär inom DNA-analys för att fastställa identitet och släktskap inom vinsläktet. Meredith var verksam vid Universitetet i Californien (Davis). Hon gick i pension år 2003.
Bland de tyska ampelograferna kan nämnas Hermann Müller (1850-1927) och Hermann Goethe (1837-1911).
År 2012 utkom ett ampelografiskt samlingsverk i Italien som omfattar arbeten gjorda mellan ca. 1800 och 1900. Det är ett verk i tre band med titlen Illustrerad historisk universell ampelografi. Bland annat finns Pierre Vialas (1859-1936) och Victor Vermorels (1848-1927) arbete med. Även Giorgio Gallesios genomgång av druvsorter innefattas.

## Galleri

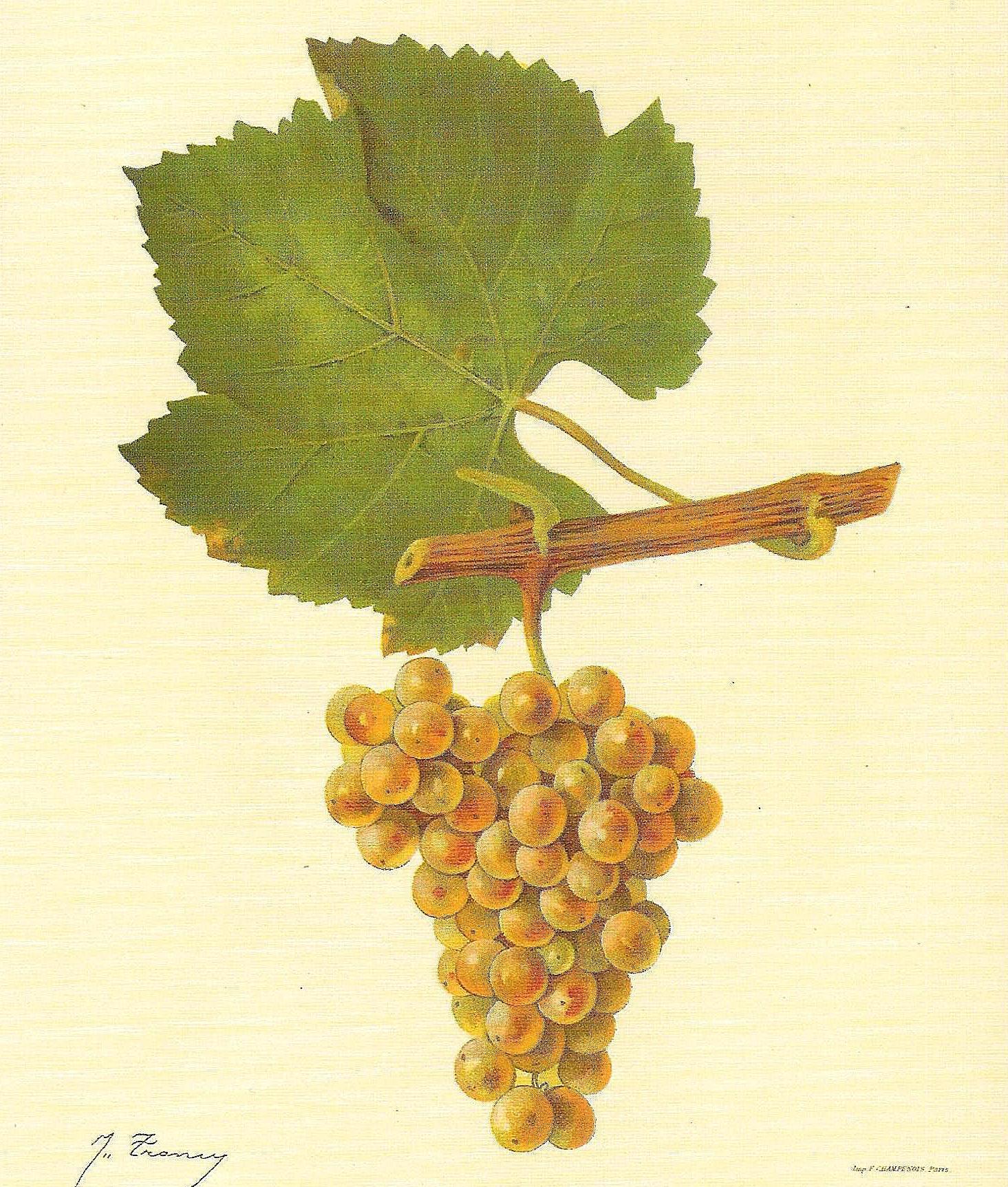
Chardonnay enligt Viala och Vermorel, ca. 1905.
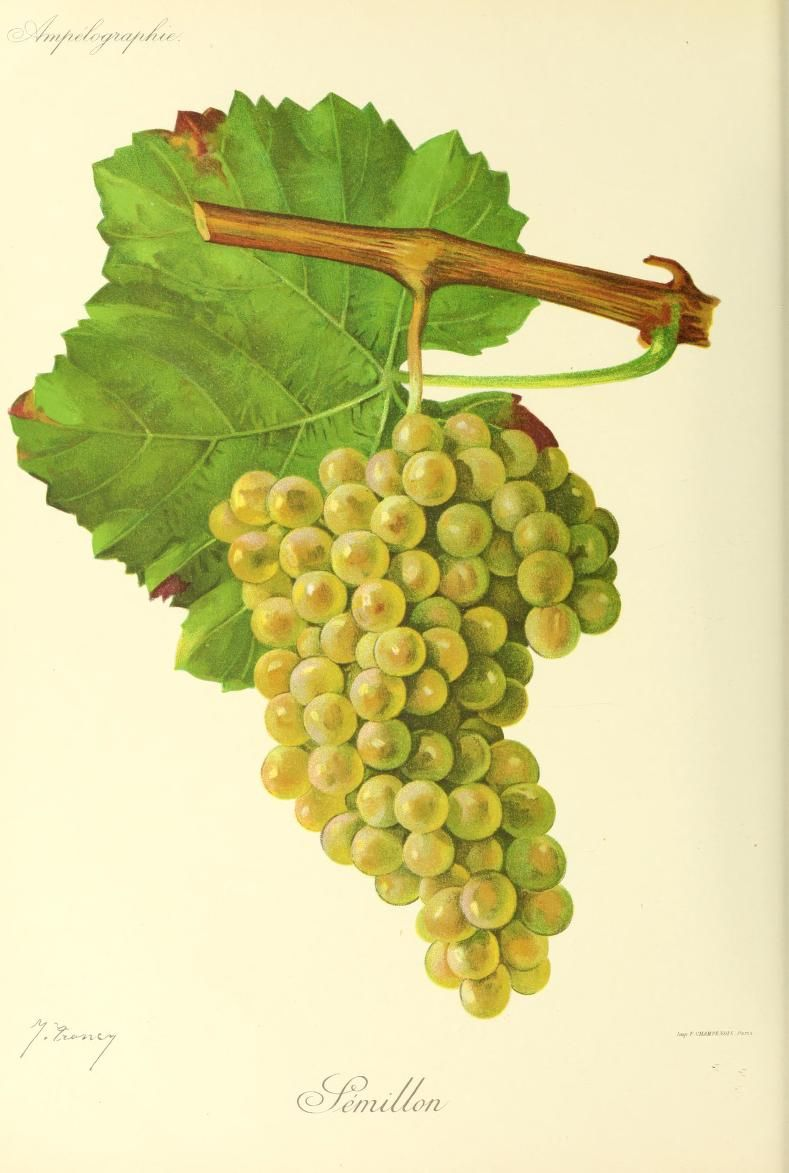
Sémillon enligt Jules Troncy i Viala och Vermorel, ca 1905.
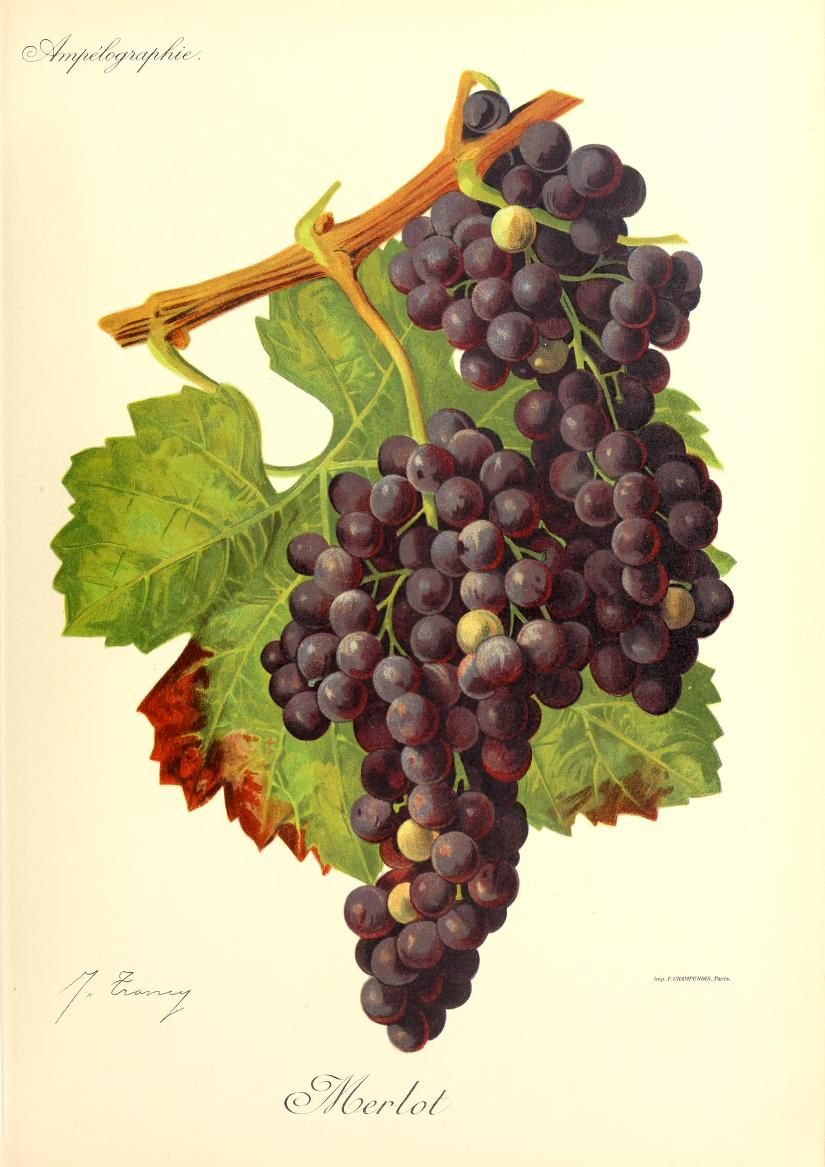
Merlot tecknat av Jules Troncy, ca. 1905.
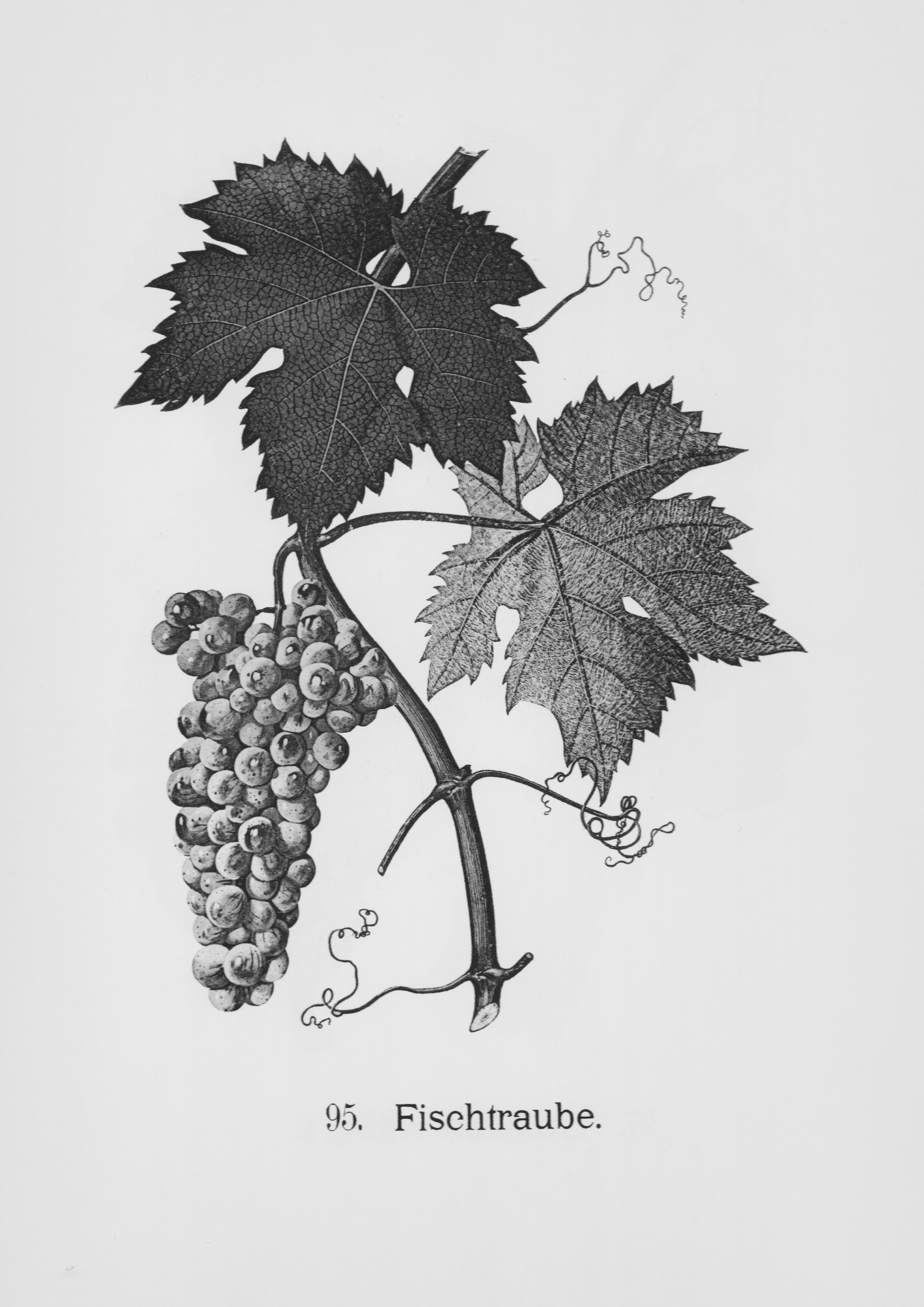
Från ett tyskt ampelografiverk utgivet före 1872.